# Deux mouvements
Les Deux mouvements sont un quatuor pour vents de Jacques Ibert composé en 1922. 

## Présentation
Les Deux mouvements sont écrits pour un effectif de quatuor original, constitué de deux flûtes (ou une flûte et un hautbois), une clarinette et un basson. L'œuvre est composée à Rome, où Jacques Ibert, Premier grand prix de Rome 1919, est pensionnaire à la Villa Médicis, comme envoi de Rome. La partition est achevée en février 1922,. 
Dédiés à la Société moderne d'instruments à vent, les Deux mouvements sont créés à Paris, salle de la Société des concerts (ancien Conservatoire) le 28 avril 1923, par Louis Fleury (flûte), Urbain Bauduin (flûte), Louis Cahuzac (clarinette) et Gustave Dhérin (basson), lors d'un concert de la Société nationale de musique,,. L'œuvre est également donnée en 1925 à Venise, au Festival de la Société internationale de musique contemporaine.  
La partition est publiée par les éditions Alphonse Leduc en 1923.  

## Structure
L’œuvre se compose, comme son titre l'indique, de deux mouvements :
1. Allant ( = 96), à 
 ;
2. Assez vif et rythmé ( = 144), à 
.

## Analyse
Pour François-René Tranchefort, l’œuvre apporte « la preuve d'une grande habileté dans la répartition des sonorités des « bois », ainsi que d'une élégance raffinée dans l'utilisation des rythmes (le slow-fox, en particulier, de la seconde partie) ».
Le premier mouvement expose trois thèmes contrastés. Après « un développement plein d'imprévu, la réexposition débute par les deux premiers motifs joués simultanément, suivis du troisième », avant « un dernier rappel du second thème [qui] précède une courte coda ». 
Le deuxième mouvement s'ouvre sur « une fanfare des deux flûtes et de la clarinette interrompues par des récitatifs du basson ». Puis vient un « alerte mouvement de valse », avant un passage « slow-fox inattendu qui dut ébahir quelque peu les académiciens », comme le souligne malicieusement Jacques Tchamkerten. 
La durée moyenne d'exécution des Deux mouvements est d'un peu moins de sept minutes environ. 

## Discographie
- Jacques Ibert, œuvres pour vents, Ensemble Initium, Timpani 1C1210, 2014[6],[7].
- Jacques Ibert, Kammermusik, Ensemble Arabesques, Farao Classics B108105, 2018[8].

### Ouvrages généraux
- Walter Willson Cobbett (trad. Marie-Stella Pâris, complété sous la direction de Colin Mason, édition française revue et augmentée par Alain Pâris), Dictionnaire encyclopédique de la musique de chambre : A-J [« Cobbett's Cyclopedic Survey of Chamber Music »], t. 1, Paris, Robert Laffont, coll. « Bouquins », 1999 (1re éd. 1963), 1627 p. (ISBN 2-221-07847-0), p. 749.
- François-René Tranchefort, « Jacques Ibert », dans François-René Tranchefort (dir.), Guide de la musique de chambre, Paris, Fayard, coll. « Les Indispensables de la musique », 1989, 995 p. (ISBN 2-213-02403-0), p. 473–475.